# 잠비아 여자 축구 국가대표팀
잠비아 여자 축구 국가대표팀은 잠비아를 대표하는 여자 축구 대표팀으로 잠비아 축구 협회에서 관리한다. 1994년 11월 5일 남아프리카 공화국을 상대로 국제 A매치 첫 경기를 치렀으며 이 경기에서 3-5로 패했다.

## 국제 대회 경력

### 아프리카 여자 네이션스컵
아프리카 여자 네이션스컵 본선에는 4번 출전하여 처음으로 출전한 1995년 대회에서 8강에 올랐지만 이후 2014년과 2018년 대회에서는 모두 조별리그에서 탈락했다. 그러다가 모로코에서 개최된 2022년 대회에서는 3위를 차지하면서 역대 최고 성적을 기록했고 또한 호주와 뉴질랜드에서 열리는 2023년 FIFA 여자 월드컵에 아프리카 내륙국으로는 사상 처음으로 FIFA 여자 월드컵 본선 무대를 밟았다.

### FIFA 여자 월드컵
2023년 FIFA 여자 월드컵 아프리카 지역 예선을 겸한 2022년 아프리카 여자 네이션스컵에서 3위에 입상하며 남녀 대표팀을 통틀어 사상 첫 월드컵 본선 출전권을 확보했다.

### 하계 올림픽
2020년 대회 아프리카 지역 예선에서 우승을 차지하면서 사상 첫 올림픽 본선 무대를 밟았고 비록 1무 2패·F조 3위로 조별리그에서 탈락했지만 아시아 여자 축구 강호이자 1996년 하계 올림픽 은메달팀인 중국과의 2차전에서 8골을 주고받는 대접전 끝에 4-4 무승부를 거두며 잠비아 여자 축구 올림픽 사상 첫 승점 획득에 성공한 것은 물론 대회 전체 9위로 조별리그 탈락팀 가운데 가장 좋은 성적을 거두었다.

## 성적

### FIFA 여자 월드컵
| 년도  | 단계           | 경기수         | 승리           | 무승부         | 패배           | 득점           | 실점           |                |
| ----- | -------------- | -------------- | -------------- | -------------- | -------------- | -------------- | -------------- | -------------- |
| 1991  | 불참           | 불참           | 불참           | 불참           | 불참           | 불참           | 불참           | 불참           |
| 1995  | 지역 예선 탈락 | 지역 예선 탈락 | 지역 예선 탈락 | 지역 예선 탈락 | 지역 예선 탈락 | 지역 예선 탈락 | 지역 예선 탈락 | 지역 예선 탈락 |
| 1999  | 불참           | 불참           | 불참           | 불참           | 불참           | 불참           | 불참           | 불참           |
| 2003  | 지역 예선 탈락 | 지역 예선 탈락 | 지역 예선 탈락 | 지역 예선 탈락 | 지역 예선 탈락 | 지역 예선 탈락 | 지역 예선 탈락 | 지역 예선 탈락 |
| 2007  | 지역 예선 탈락 | 지역 예선 탈락 | 지역 예선 탈락 | 지역 예선 탈락 | 지역 예선 탈락 | 지역 예선 탈락 | 지역 예선 탈락 | 지역 예선 탈락 |
| 2011  | 불참           | 불참           | 불참           | 불참           | 불참           | 불참           | 불참           | 불참           |
| 2015  | 지역 예선 탈락 | 지역 예선 탈락 | 지역 예선 탈락 | 지역 예선 탈락 | 지역 예선 탈락 | 지역 예선 탈락 | 지역 예선 탈락 | 지역 예선 탈락 |
| 2019  | 지역 예선 탈락 | 지역 예선 탈락 | 지역 예선 탈락 | 지역 예선 탈락 | 지역 예선 탈락 | 지역 예선 탈락 | 지역 예선 탈락 | 지역 예선 탈락 |
| 2023  | 조별 리그      | 3              | 1              | 0              | 2              | 3              | 11             |                |
| 2027  |                |                |                |                |                |                |                |                |
| Total |                | 3              | 1              | 0              | 2              | 3              | 11             |                |

### 올림픽 축구
- 1996년: 예선 탈락
- 2000년: 불참
- 2004년: 불참
- 2008년: 불참
- 2012년: 예선 탈락
- 2016년: 예선 탈락
- 2020년: 조별 리그
- 2024년: 조별 리그

### 아프리카 여자 네이션스컵
- 1991년: 기권
- 1995년: 8강
- 1998년: 불참
- 2000년: 불참
- 2002년: 예선 탈락
- 2004년: 불참
- 2006년: 예선 탈락
- 2008년: 예선 탈락
- 2010년: 불참
- 2012년: 예선 탈락
- 2014년: 조별 리그
- 2016년: 예선 탈락
- 2018년: 조별 리그
- 2022년: 3위

## 같이 보기
- 잠비아 축구 국가대표팀